# Don Burrows
Donald Vernon Burrows (8 de agosto de 1928 - 12 de marzo de 2020) fue un músico australiano de jazz y swing que tocaba el clarinete, el saxofón y la flauta.

## Vida y carrera
Nació el 8 de agosto de 1928 y asistió a la escuela pública de Bondi. En 1937, un flautista y profesor visitante (Victor McMahon) lo inspiró a comenzar a aprender a tocar la flauta. Comenzó con la flauta en si bemol, que luego tocó en el Carnegie Hall y el Festival de Jazz de Newport. En 1940 era capitán de la Banda de Flauta de las Escuelas Metropolitanas y comenzó a buscar talentos. 
En 1942, a los 14 años, comenzó a tocar el clarinete y dejó la escuela. Comenzó a tocar en clubes de jazz de Sydney y apareció en The Youth Show, un programa de Macquarie Radio. En 1944 fue invitado a tocar y grabar con los australianos de George Trevare. Se hizo muy conocido en los círculos del jazz de Sydney y actuaba en salones de baile, clubes nocturnos y bandas de radio.
Durante las décadas de 1960 y 1970, tuvo muchos compromisos en Australia y Estados Unidos, incluidos seis años actuando en el Hotel Wentworth de Sydney. En 1972, fue invitado a actuar en el Festival de Jazz de Montreux  y más tarde en el Festival de Jazz de Newport.
En 1973 recibió el primer disco de oro para un músico de jazz australiano por su disco Just the Beginning, instigó el primer programa de estudios de jazz en el hemisferio sur, en el Conservatorio de Música de Nueva Gales del Sur (bajo la dirección de Rex Hobcroft) y fue nombrado Miembro de la Orden del Imperio Británico (MBE).  En 1979 fue nombrado catedrático de Estudios de Jazz en el conservatorio.
Actuó ante un público mayoritariamente de música clásica a través de giras con Música Viva y la serie de conciertos de Australian Broadcasting Corporation. Condujo el programa televisado a nivel nacional The Don Burrows Collection durante seis años y tuvo una extensa carrera discográfica con sus grupos y actuó en álbumes de otros.
En la década de 1980, fue mentor y estuvo estrechamente asociado con James Morrison. Formó un cuarteto con George Golla (guitarra), Ed Gaston (contrabajo) y Alan Turnbull (batería). También trabajó con Frank Sinatra, Dizzy Gillespie, Nat King Cole, Oscar Peterson, Tony Bennett, Stéphane Grappelli, Cleo Laine y la Orquesta Sinfónica de Sydney.
En 2005, realizó una gira con una pequeña banda que incluía al pianista de jazz australiano Kevin Hunt. Usó sus imágenes fotográficas con su música en un espectáculo llamado Stop, Look and Listen.
Padecía artritis desde los 38 años. En una entrevista de 2008 con Andrew Ford de la Australian Broadcasting Corporation, celebrando su 80 cumpleaños, dijo que "la artritis no es lo mejor para tocar un instrumento musical. Pero tocar un instrumento musical es muy, muy bueno para la artritis".  En años posteriores padeció la enfermedad de Alzheimer y vivió en una residencia de ancianos en el norte de Sydney.  Murió el 12 de marzo de 2020, a los 91 años. 

## Premios y honores
- 1973: Miembro de la Orden del Imperio Británico (MBE)
- 1987: Oficial de la Orden de Australia (AO) [12]
- 1988: Miembro vitalicio del Conservatorio de Música de Nueva Gales del Sur
- 1989: Nombrado uno de los Tesoros Vivientes de Australia.
- 2000: Doctorado Honorario en Música, Universidad de Sydney
- 2001: Doctorado honoris causa en Música, Universidad Edith Cowan, Perth

## Discografía

### Álbumes
| Título | Detalles del álbum | Posición |
| Título | Detalles del álbum | AUS      |
| --- | --- | -------- |
| On Camera (como Don Burrows Plus Six)                                                                                   | - Lanzamiento: 1963 - Formato: LP - Sello: Columbia (SCXO-7692)                                                         | -        |
| A Tribute to Freddy Gardner                                                                                             | - Lanzamiento: 1966 - Formato: LP - Sello: Columbia (SCXO-7777)                                                         | -        |
| The Jazz Sound of the Don Burrows Quartet (como Don Burrows Plus Six)                                                   | - Lanzamiento: 1966 - Formato: LP - Sello: Columbia (SCXO 7781)                                                         | -        |
| 2000 Weeks | - Lanzamiento: 1969 - Formato: LP - Sello: Columbia (SCXO 7883) - NB: Soundtrack de la película 2000 Weeks              | -        |
| Just the Beginning (como The Don Burrows Quartet)                                                                       | - Lanzamiento: 1971 - Formato: LP - Sello: Cherry Pie (CPS-1009)                                                        | -        |
| Live! at Montreaux (como The Don Burrows Quartet)                                                                       | - Lanzamiento: 1972 - Formato: LP - Sello: Cherry Pie (CPS-1010)                                                        | -        |
| At The Sydney Opera House (como The Don Burrows Quartet)                                                                | - Lanzamiento: 1974 - Formato: LP - Sello: Cherry Pie (CPS 1017)                                                        | -        |
| Duo (con George Golla and Luis Bonfa)                                                                                   | - Lanzamiento: 1975 - Formato: LP - Sello: Cherry Pie (CPS 1021)                                                        | 98       |
| The New Don Burrows Quintet (as The New Don Burrows Quintet)                                                            | - Lanzamiento: 1975 - Formato: LP - Sello: Cherry Pie (CPF 1023)                                                        | -        |
| The Tasman Connection                                                                                                   | - Lanzamiento: 1976 - Formato: LP - Sello: Cherry Pie (CPF 1026)                                                        | -        |
| St James (with Galapagos Duck)                                                                                          | - Lanzamiento: 1976 - Formato: LP - Sello: 44 Records (6357704)                                                         | -        |
| Steph 'n' Us (con George Golla and Stephane Grappelli)                                                                  | - Lanzamiento: 1977 - Formato: LP, Cassette - Sello: Cherry Pie (CPF 1032)                                              | 38       |
| Don Burrows and the Brazilian Connection (con The Brazilian Connection)                                                 | - Lanzamiento: 1978 - Formato: 2xLP - Sello: Cherry Pie (CPF 1035)                                                      | 92       |
| Cool Yule | - Lanzamiento: 1978 - Formato: LP - Sello: Cherry Pie (CPF 1037)                                                        | -        |
| Back in Town (con Don Andrews, Andy Brown and Alan Turnbull)                                                            | - Lanzamiento: 1979 - Formato: LP - Sello: 44 Records (6357722)                                                         | -        |
| Other Places Other Times (con George Golla Duo)                                                                         | - Lanzamiento: 1980 - Formato: LP, Cassette - Sello: Cherry Pie (CPF 1043)                                              | 38       |
| Don Burrows with Neil Thurgate Orchestra (con Neil Thurgate Orchestra)                                                  | - Lanzamiento: 1980 - Formato: LP, Cassette - Sello: ABC (ABC LPX 0005)                                                 | -        |
| Bonfa Burrows Brazil (con Luiz Bonfá y George Golla)                                                                    | - Lanzamiento: 1980 - Formato: LP, Cassette - Sello: Cherry Pie (CPF 1045)                                              | -        |
| Other Places Other Times (con Luiz Bonfá y George Golla)                                                                | - Lanzamiento: 1981 - Formato: LP, Cassette - Sello: Cherry Pie (L 37654)                                               | -        |
| This Time Tassie (con George Golla Duo)                                                                                 | - Lanzamiento: 1981 - Formato: 2xLP - Sello: Cherry Pie (L 70201)                                                       | -        |
| Sara Dane | - Lanzamiento: 1982 - Formato: LP Cassette - Sello: Cherry Pie (LD 37856) - NB: música inspirada por la serie Sara Dane | 86       |
| Fluteman (John Sangster con Don Borrows)                                                                                | - Lanzamiento: 1982 - Formato: LP Cassette - Sello: Rain-Forest (RFLP-006) - NB: Soundtrack de la película Fluteman     | -        |
| A Retrospective (como Burrows' Jazz Brothers)                                                                           | - Lanzamiento: 1982 - Formato: LP Cassette - Sello: ABC (ABCL 8207)                                                     | -        |
| Burrows at the Winery                                                                                                   | - Lanzamiento: 1984 - Formato: LP Cassette - Sello: ABC (L 38161)                                                       | -        |
| Makin' Whoopee! (con The Adelaide Connection)                                                                           | - Lanzamiento: septiembre de 1985 - Formato: LP, Cassette - Label: ABC (L 38321)                                        | -        |
| Jazz at The Opera House (como The Don Burrows Quintet with The Australian Vocal Ensemble & The Chris Hinze Combination) | - Lanzamiento: 1985 - Formato: LP, Cassette - Sello: ABC (L 38402)                                                      | -        |
| Flute Salad (con Chris Hinze)                                                                                           | - Lanzamiento: 1986 - Formato: LP, Cassette - Sello: ABC (L 38418)                                                      | -        |
| Nice 'n' Easy (como The Don Burrows Quintet with The Adelaide Connection)                                               | - Lanzamiento: 1987 - Formato: CD, Cassette - Sello: ABC (L 38754)                                                      | -        |
| With Orchestra (como The Don Burrows Quintet)                                                                           | - Lanzamiento: 1990 - Formato: CD, Cassette - Sello: WEA (903172626-2)                                                  | -        |
| Quintet (como The Don Burrows Quintet)                                                                                  | - Lanzamiento: 1990 - Formato: CD, Cassette - Sello: WEA (903172627-2)                                                  | -        |
| Duets (como The Don Burrows Quintet)                                                                                    | - Lanzamiento: 1990 - Formato: CD, Cassette - Sello: WEA (903172628-1)                                                  | -        |
| Together at Last (con Julie Anthony)                                                                                    | - Lanzamiento: 1994 - Formato: CD, Cassette - Sello: Castle Communications (CTVCD 1001)                                 | -        |
| In Flight (Marilane con Don Burrows)                                                                                    | - Lanzamiento: 1999 - Formato: CD, Cassette - Sello: MDM (MDM 01 CD)                                                    | -        |
| Bob Barnard's Jazz Party 2004 (Bob Barnard)                                                                             | - Lanzamiento: 2005 - Formato: CD - Sello: Nif Nuf Jazz Recordings (43/021)                                             | -        |
| Eye to Eye Vol 1+2 (Kevin Hunt)                                                                                         | - Lanzamiento: junio de 2007 - Formato: 2×CD                                                                            | -        |
| In Good Company (con James Morrison)                                                                                    | - Lanzamiento: 2016 - Formato: Digital                                                                                  | -        |

### Compilaciones
| Title                                                                | Album details                                                                                              |
| -------------------------------------------------------------------- | --- |
| The Babinda Trilogy                                                  | - Lanzamiento: 1990 - Formato: 3xLP - Sello: WEA (903172628-1) - Features Quintet & With Orchestra & Duets |
| The First 50 Years: Volume One (1944 - 1965)                         | - Lanzamiento: 1992 - Formato: CD - Sello: ABC, Polygram (514296-2)                                        |
| The First 50 Years: Volume Two (1967 - 1976)                         | - Lanzamiento: 1993 - Formato: CD - Sello: ABC, Polygram (514297-2)                                        |
| The First 50 Years: Volume Three (1977 - 1979)                       | - Lanzamiento: 1993 - Formato: CD - Sello: ABC, Polygram (514298-2)                                        |
| The First 50 Years: Volume Four (1980 - 1984)                        | - Lanzamiento: 1993 - Formato: CD - Sello: ABC, Polygram (514299-2)                                        |
| The First 50 Years: Volume Five (1985 - 1992)                        | - Lanzamiento: 1993 - Formato: CD - Sello: ABC, Polygram (514300-2)                                        |
| Non-Stop Flight: Great Music of the Swing Era (con The Mell-O-Tones) | - Lanzamiento: 2005 - Formato: CD - Sello: ABC Jazz (ABC 982 9885)                                         |